# Fakulteta za matematiko, informatiko in statistiko v Münchnu
Fakulteta za matematiko, informatiko in statistiko v Münchnu (nemško Fakultät für Mathematik, Informatik und Statistik) je fakulteta, ki deluje v okviru Univerze v Münchnu.